# Musée national des Beaux-Arts (Brésil)
Pour les articles homonymes, voir Musée national des beaux-arts.
Le musée national des Beaux-Arts, au Brésil, (portugais : Museu Nacional de Belas Artes, abrégé en MNBA) est un musée d'art situé à Rio de Janeiro. Il a été officiellement inauguré en 1938. Le Museu Nacional de Belas Artes est l’une des institutions culturelles les plus importantes du pays, ainsi que le plus important musée d’art brésilien, particulièrement riche en peintures et sculptures du XIXe siècle. La collection comprend plus de 20 000 pièces, dont des peintures, des sculptures, des dessins et des estampes, d’artistes brésiliens et internationaux, allant du Haut Moyen Âge à l’art contemporain. Il comprend également des œuvres d’arts décoratifs, d’art folklorique et d’art africain. La bibliothèque du musée possède une collection d’environ 19 000 ouvrages. Le bâtiment a été classé au patrimoine national brésilien en 1973,.

## Histoire
La collection du musée prend son essor dans le transfert de la cour portugaise au Brésil au début du XIXe siècle, lorsque le roi Jean VI a apporté avec lui une partie de la collection royale portugaise. Cette collection d’art est restée au Brésil après le retour du roi en Europe et est devenue la collection principale de l’École nationale des beaux-arts. Lorsque le musée a été créé en 1937, il est devenu l’héritier non seulement de la collection de l’École nationale, mais aussi son siège, un bâtiment de style éclectique de 1908 inspiré du musée du Louvre, projeté par l’architecte espagnol Adolfo Morales de los Ríos.

## Galerie

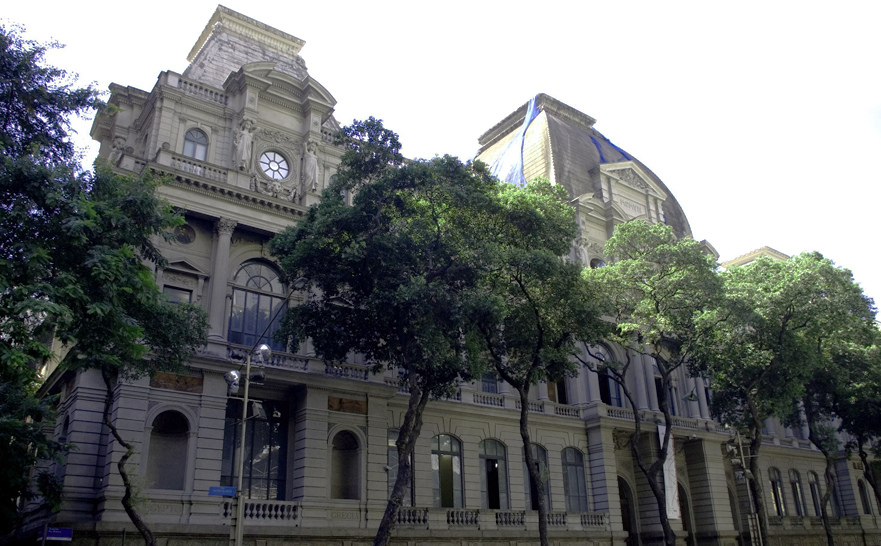
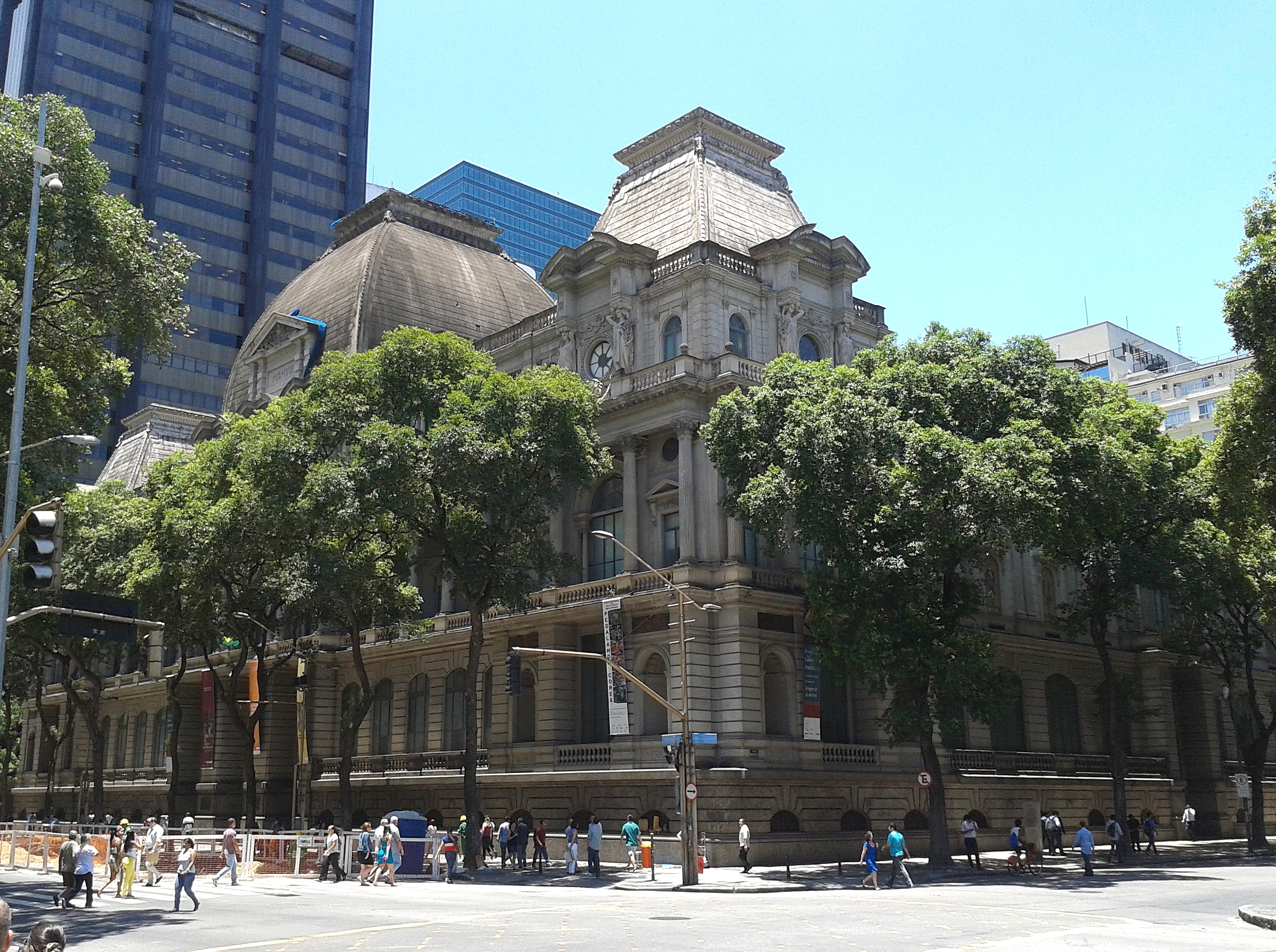
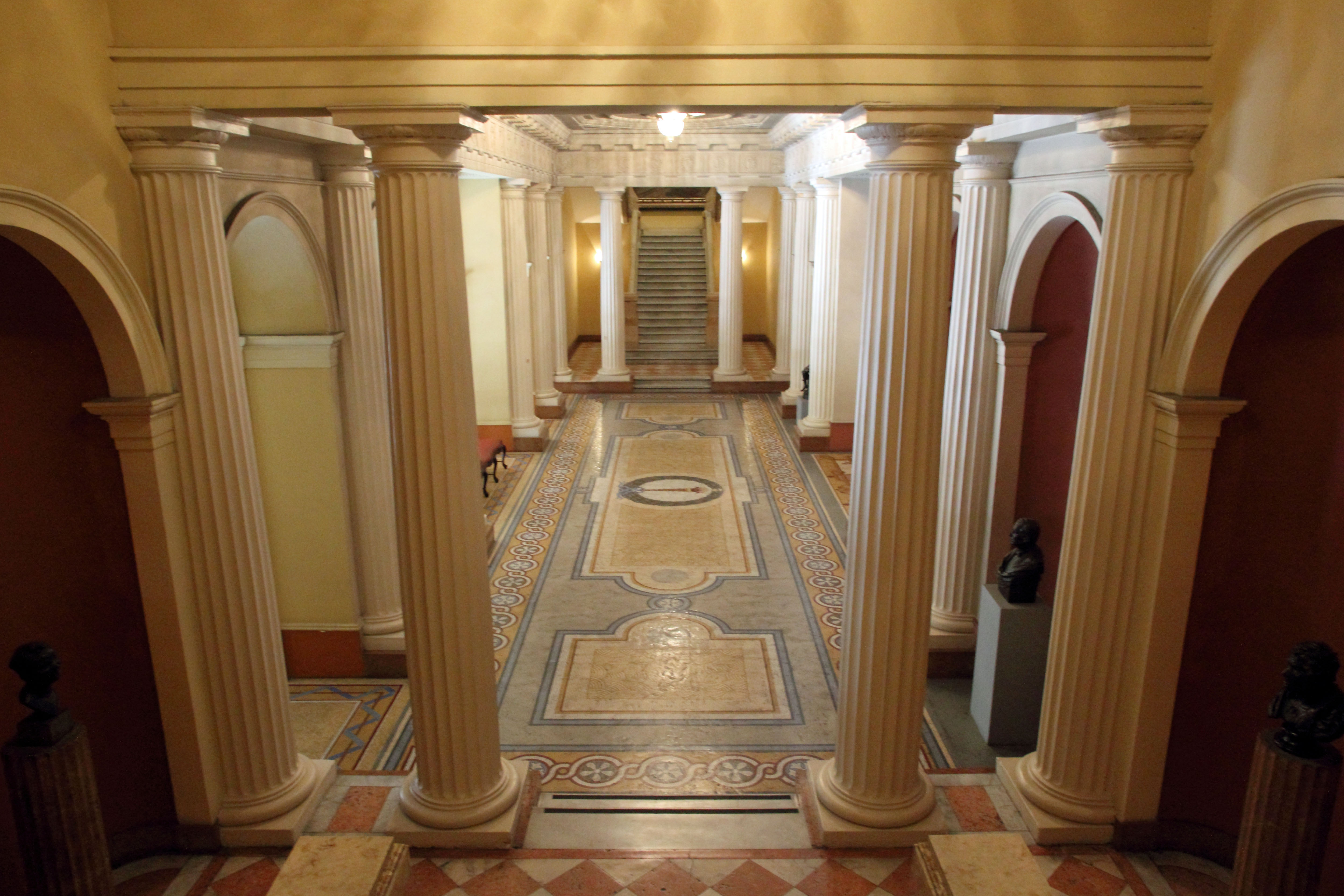
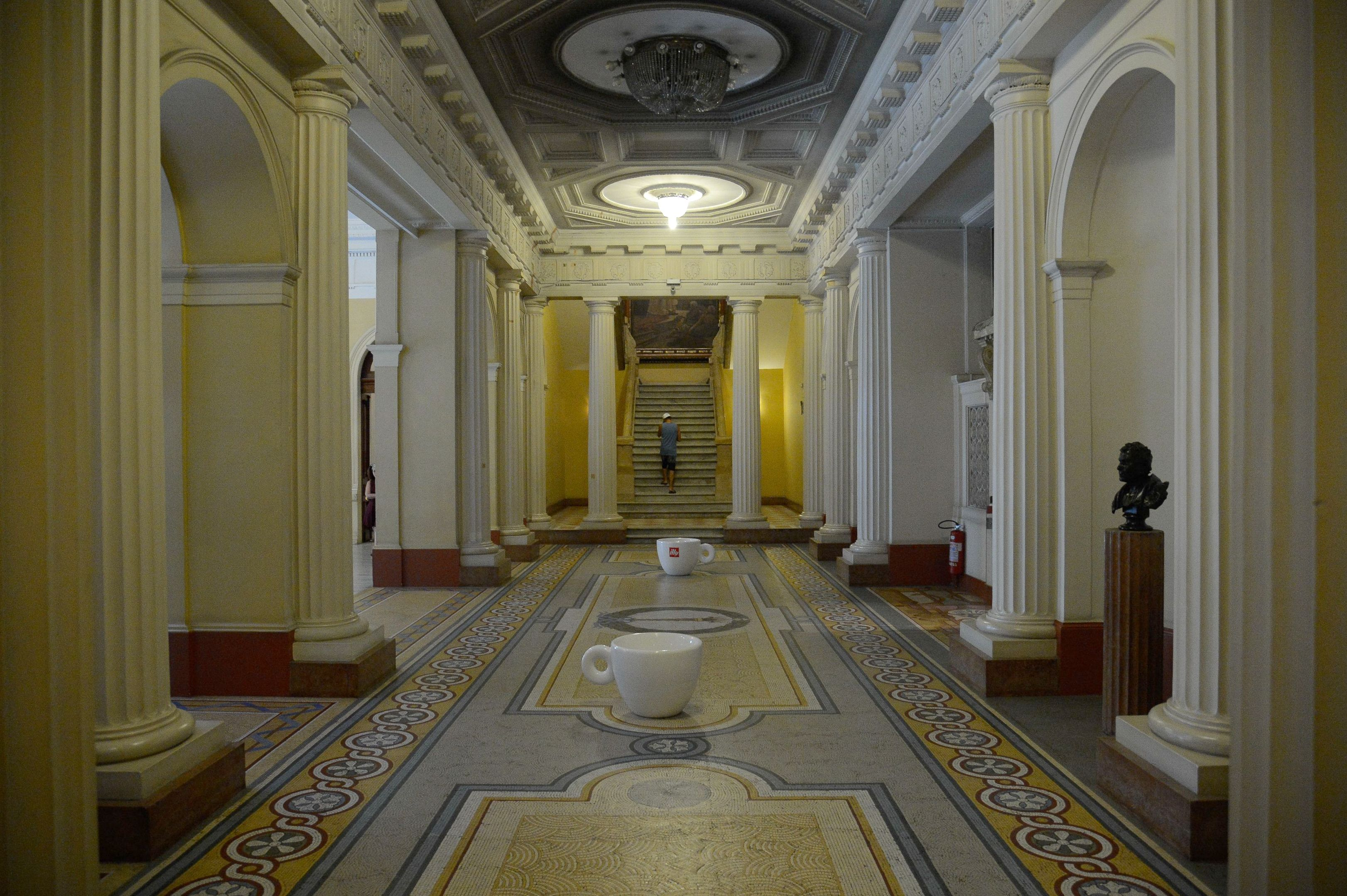

## Sélection d'œuvres

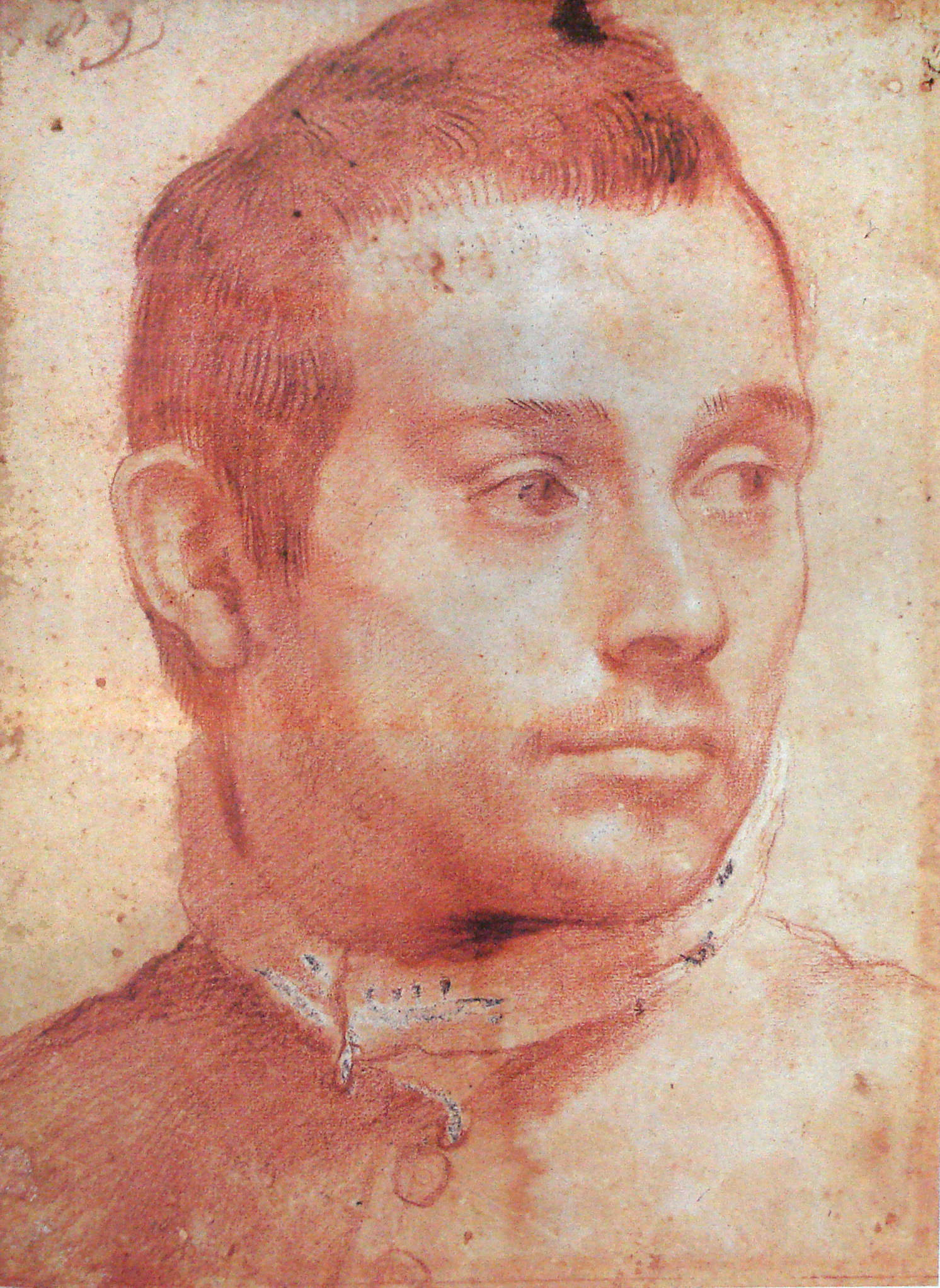
Annibale Carracci : Portrait d'homme, sanguine, c. 1580-1590.
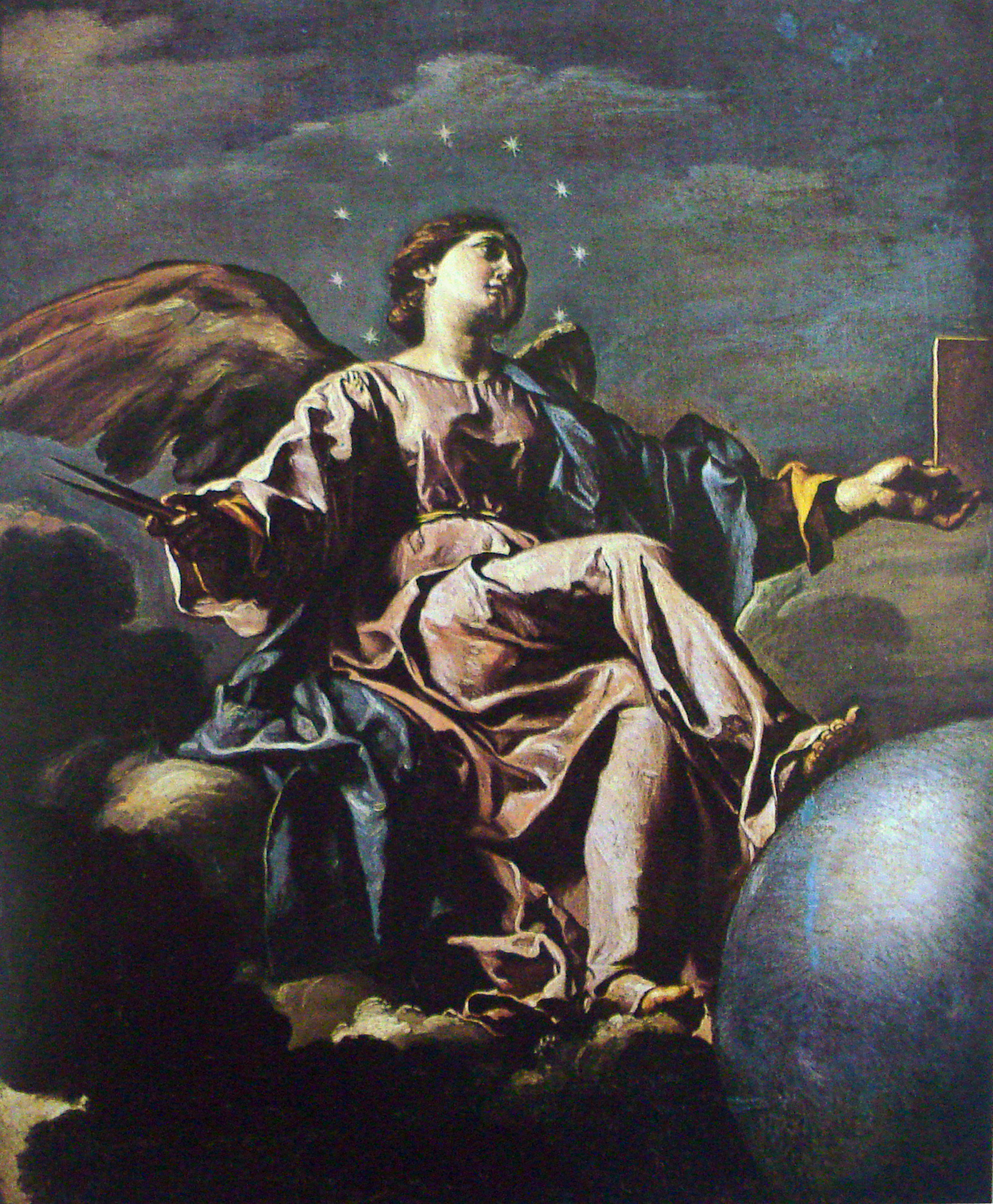
Francesco Cozza : Urânia, huile sur toile, c. 1667.
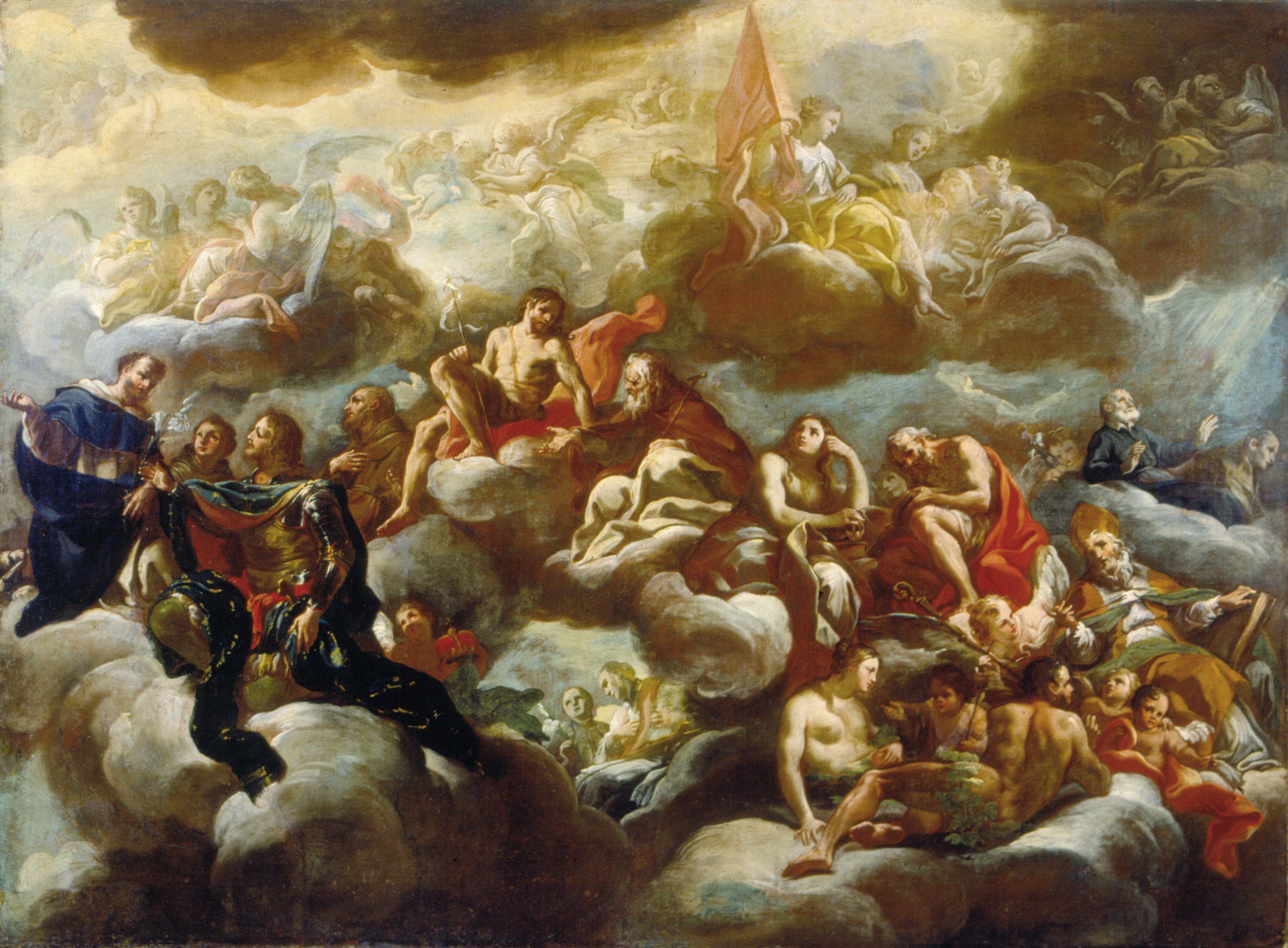
Corrado Giaquinto : Apothéose de Saint-Nicolas, 1733.
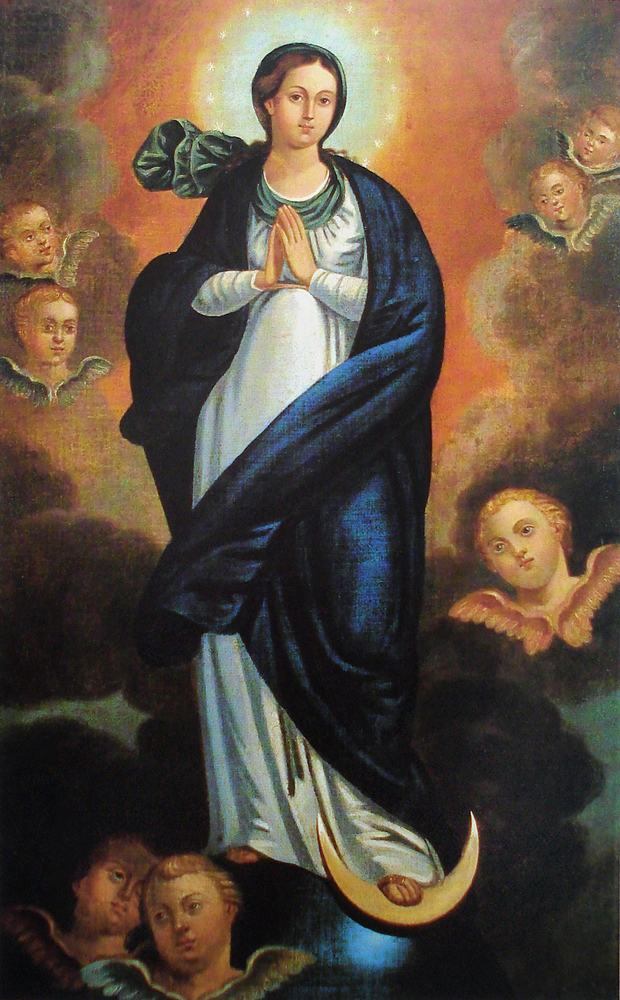
Manuel da Cunha (pt) : Nossa Senhora da Conceição, huile sur toile, c. 1780-1800.
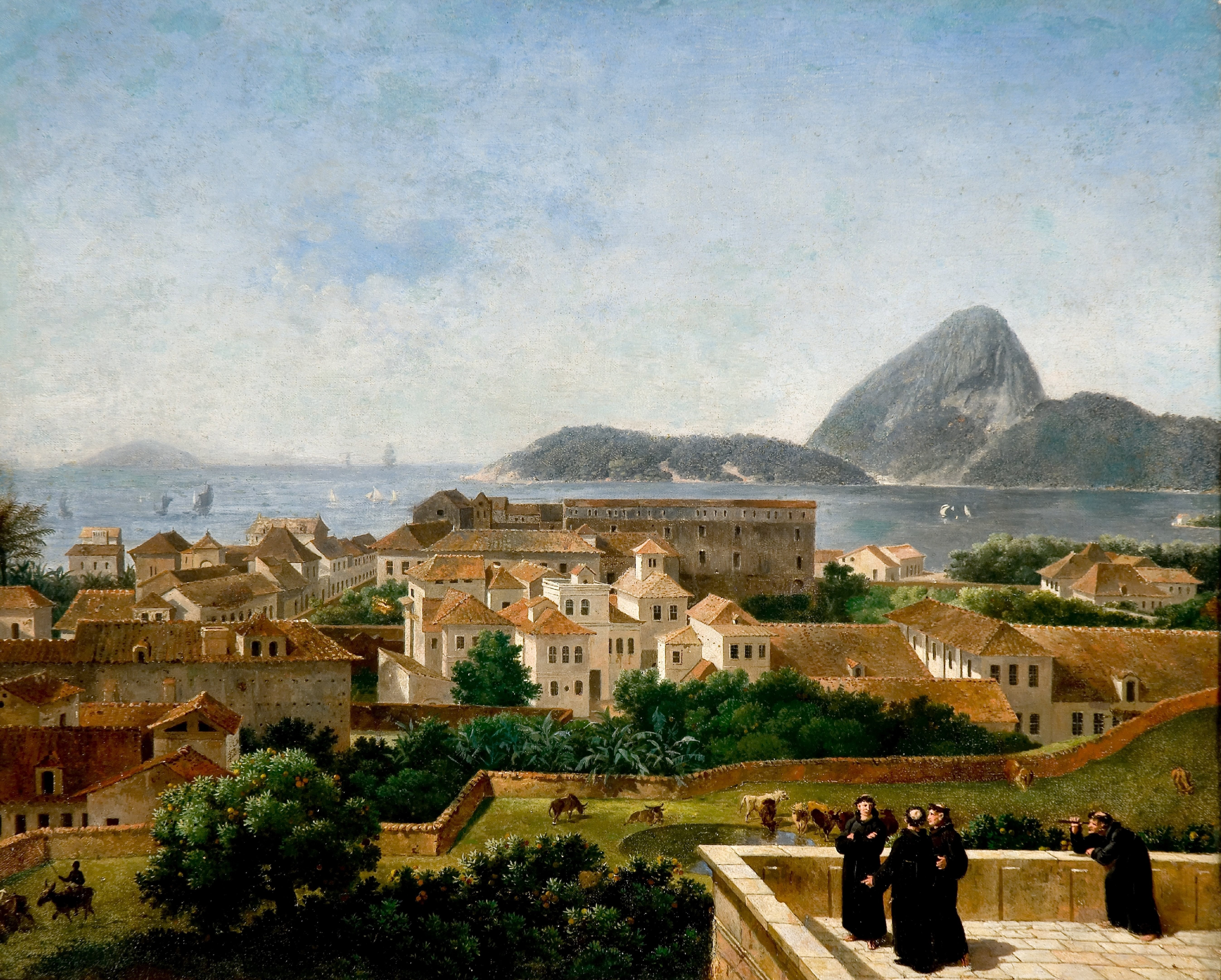
Nicolas Antoine Taunay : Vista do Morro de Santo Antônio, huile sur toile, 1816.

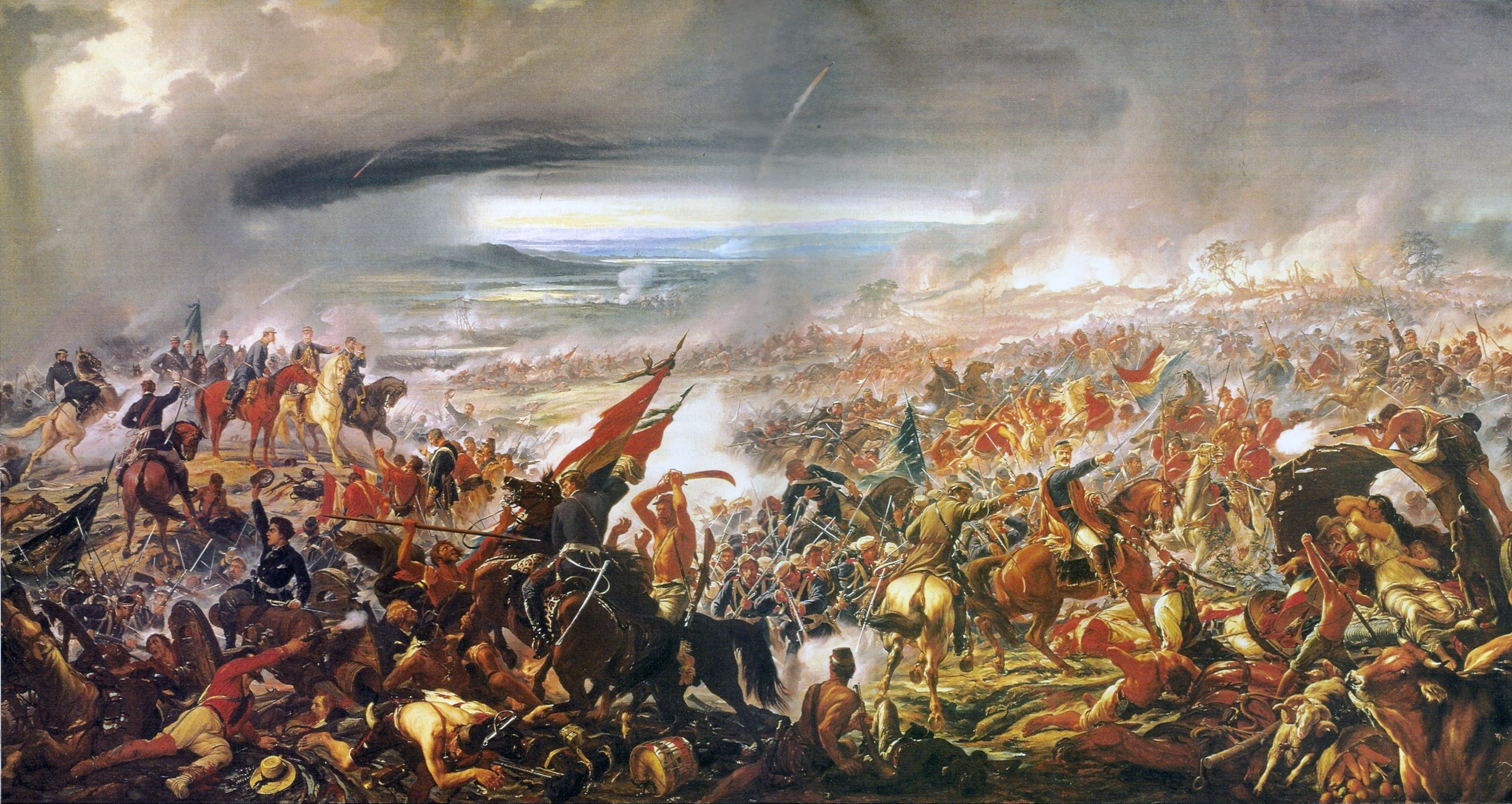
Pedro Américo, Batalha do Avaí, huile sur toile, entre 1872 et 1877.
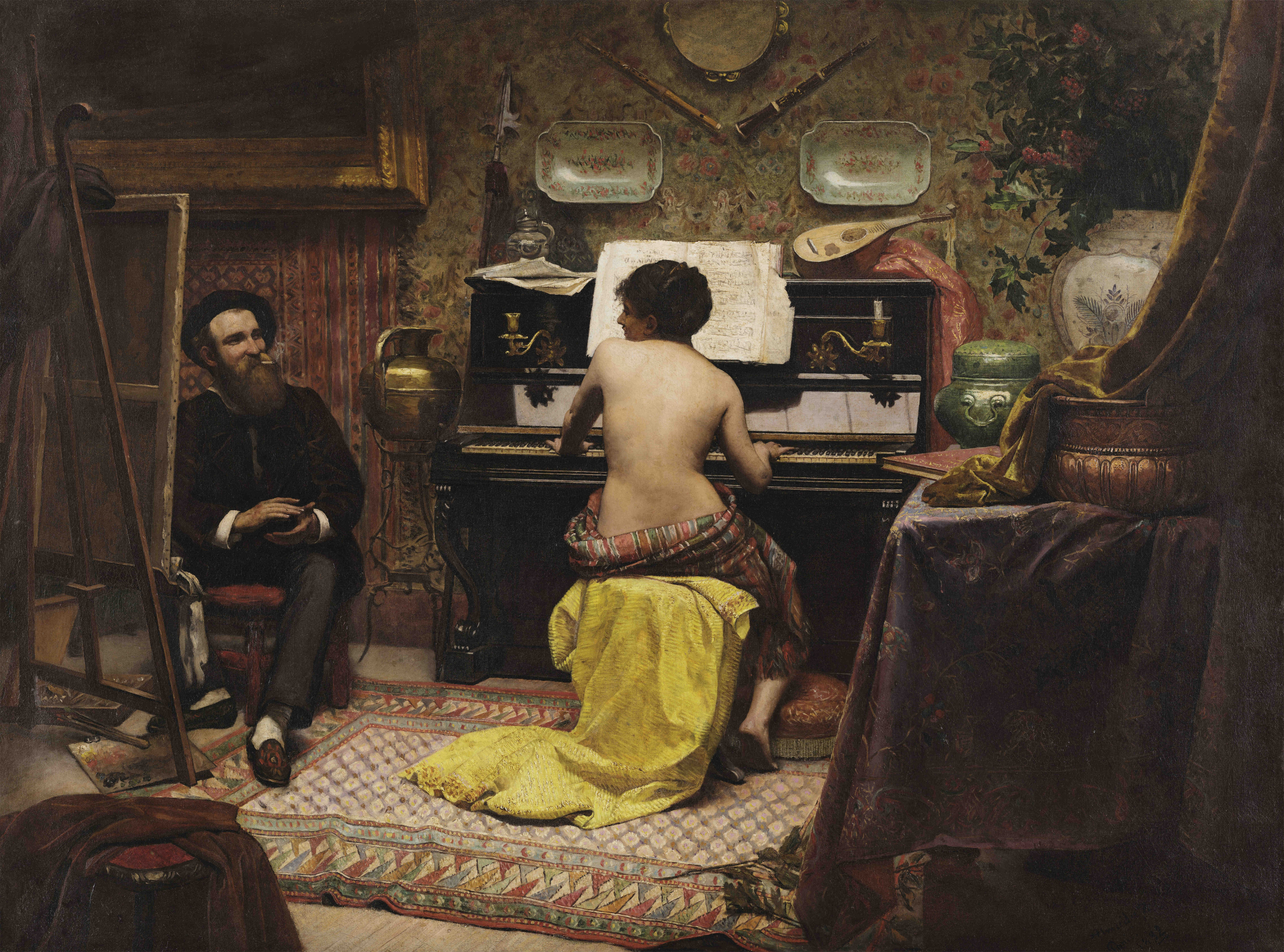
Almeida Júnior : Le Repos du modèle, huile sur toile, 1882.
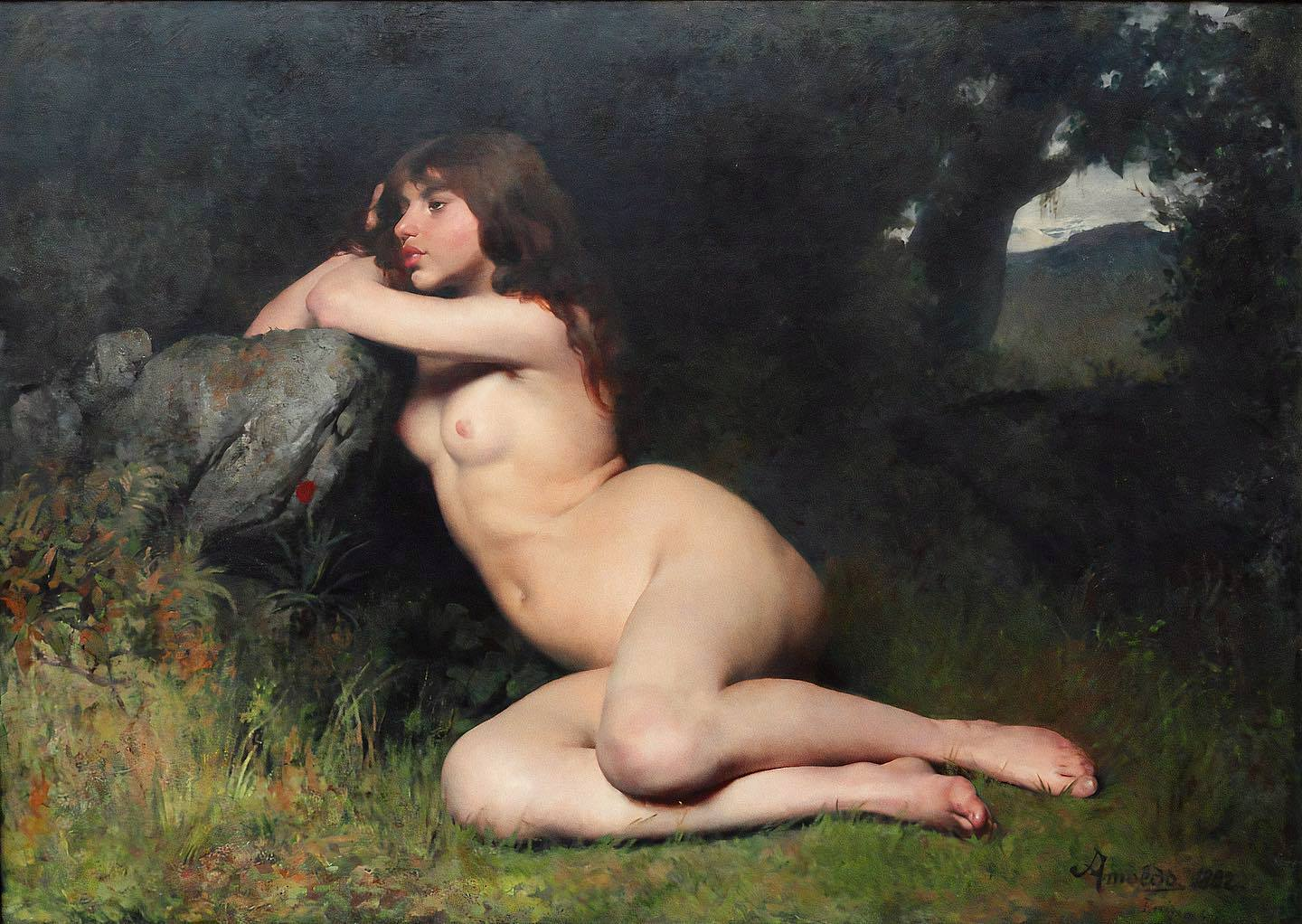
Rodolfo Amoedo : Marabá, huile sur toile, 1882.
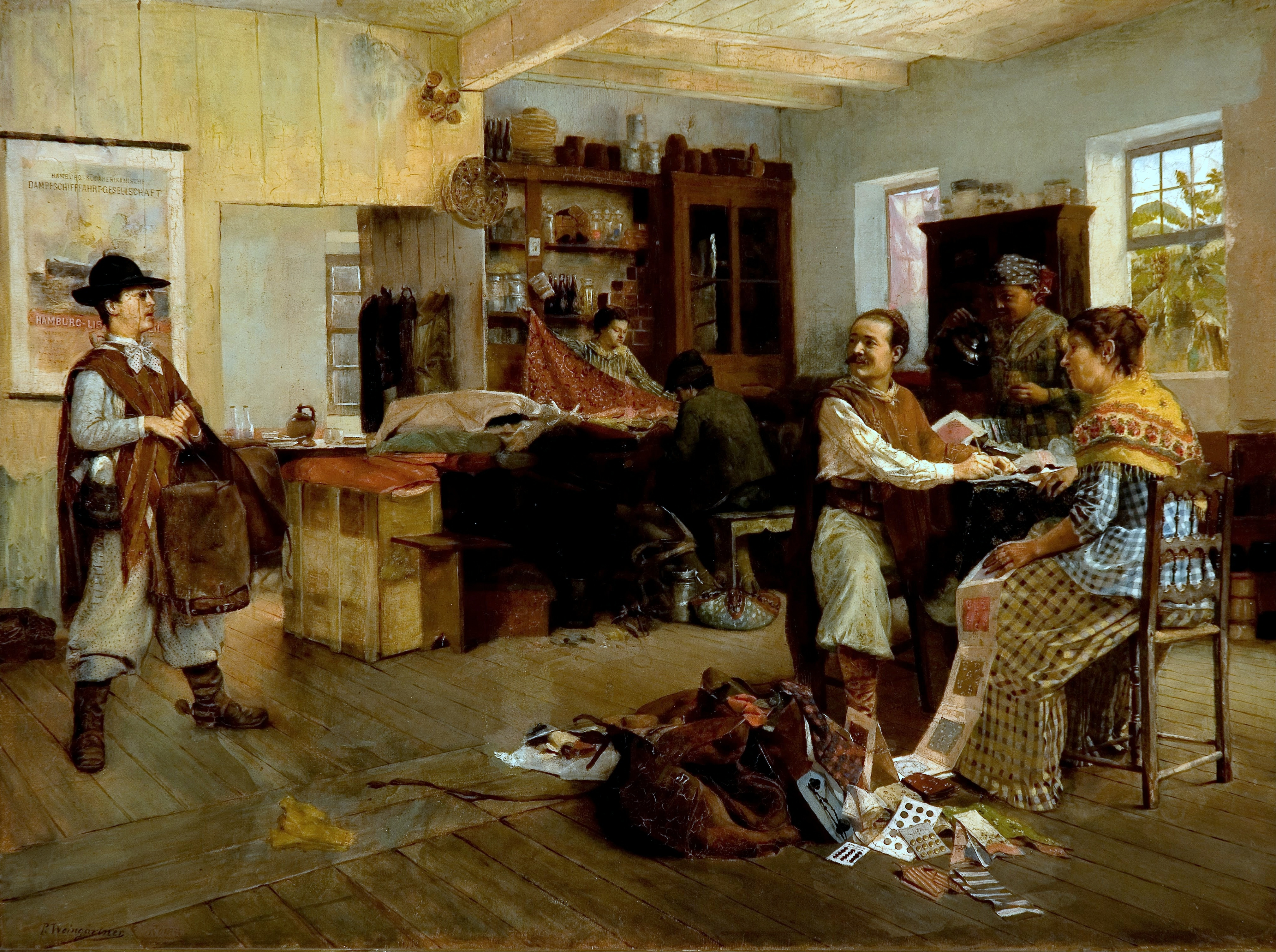
Pedro Weingärtner : Chegou tarde!, huile sur toile, 1890.
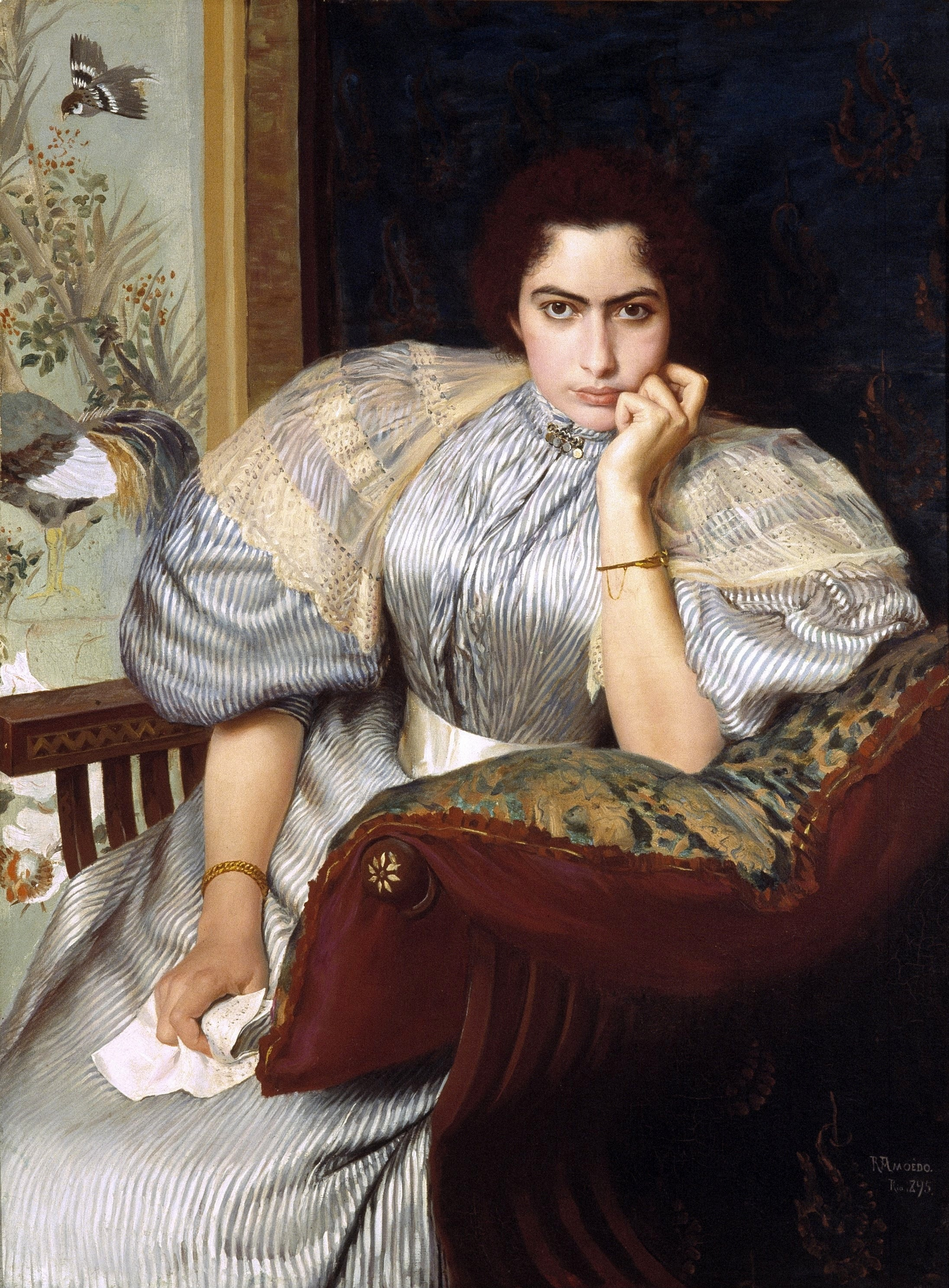
Rodolfo Amoedo : Mauvaises Nouvelles, 1895.
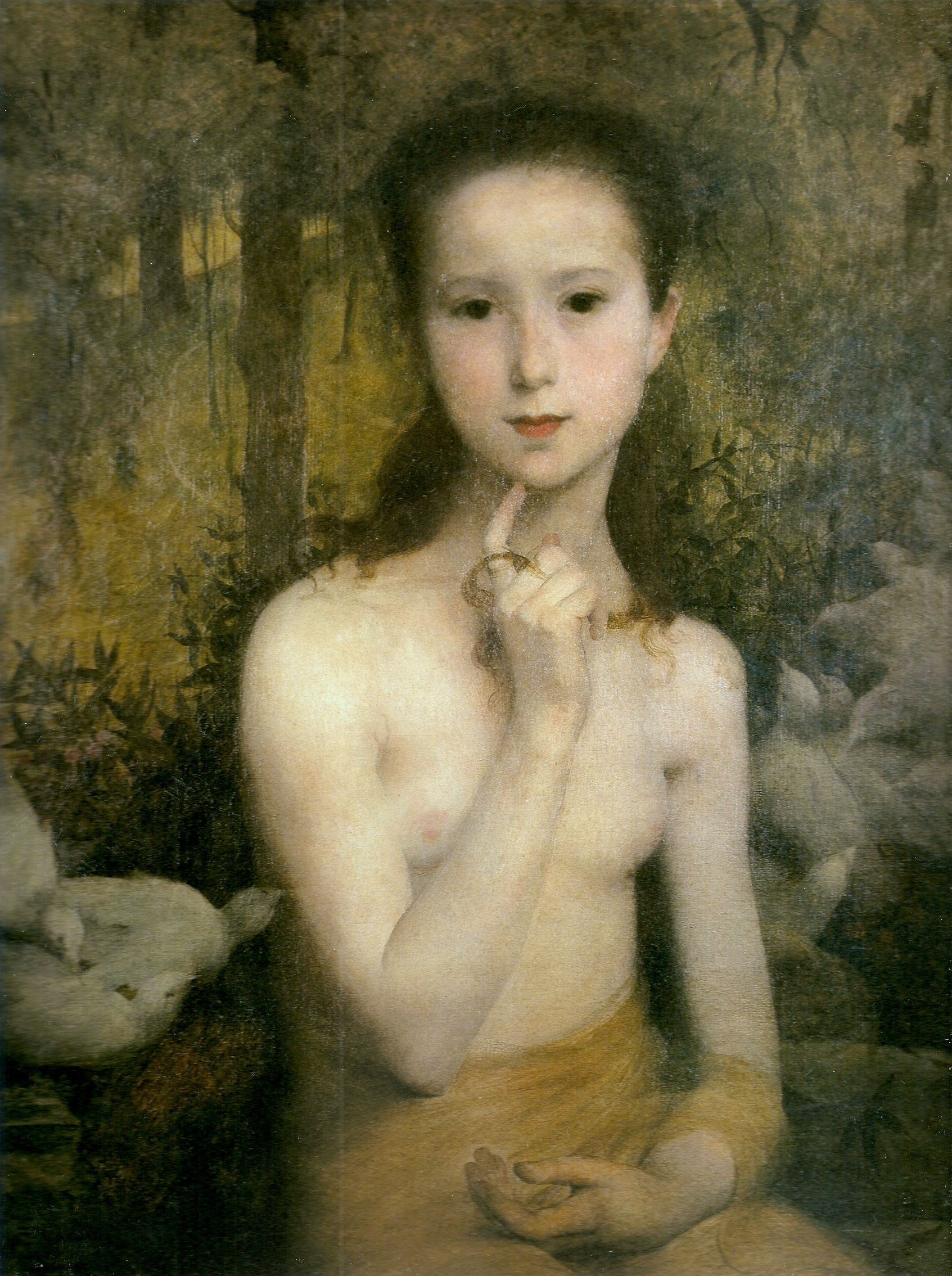
Eliseu Visconti : Gioventù, huile sur toile, 1898
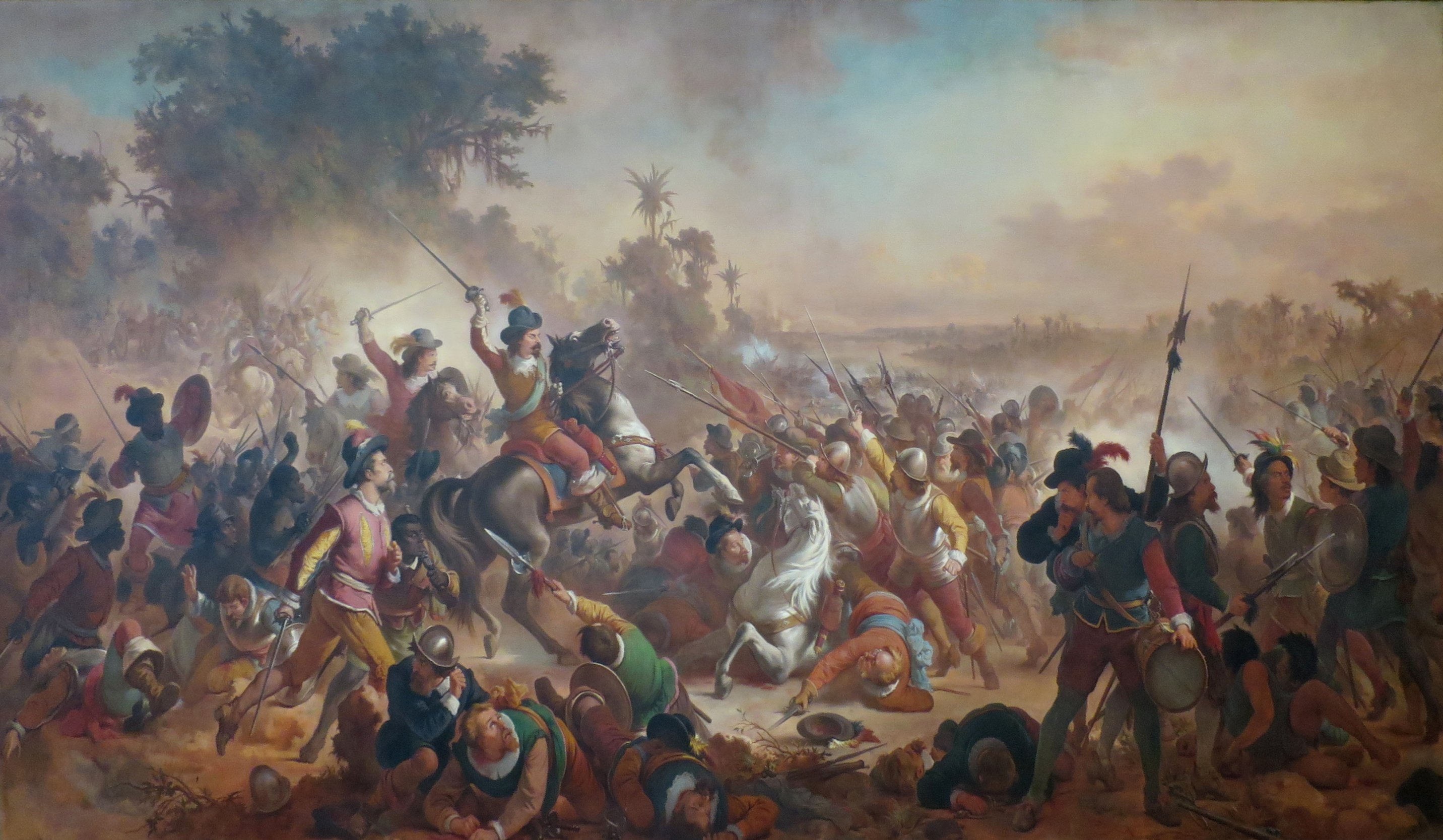
Victor Meirelles, huile sur toile, Batalha dos Guararapes, 1879.

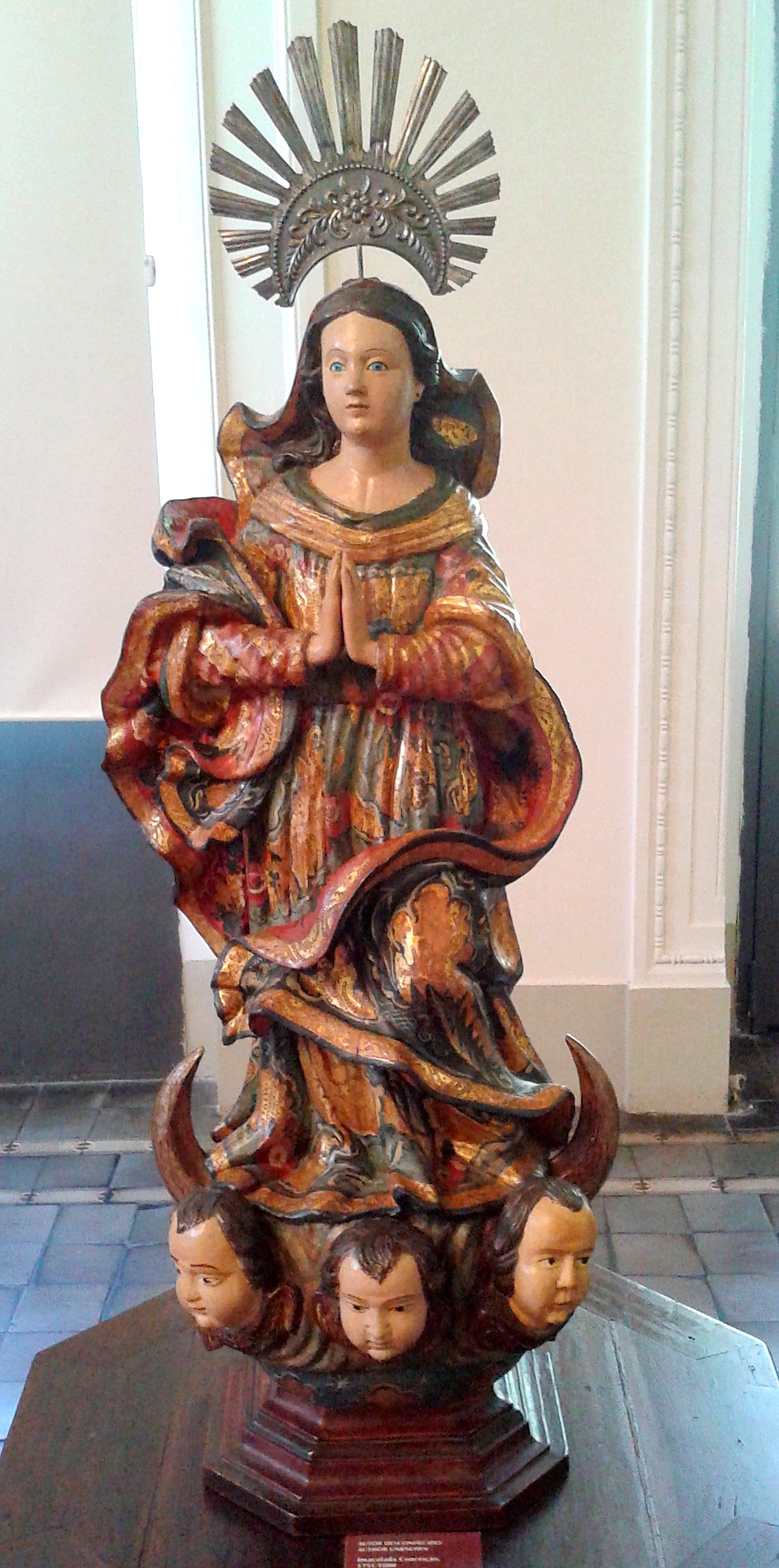
Anonyme : Immaculée Conception, XVIIIe siècle.
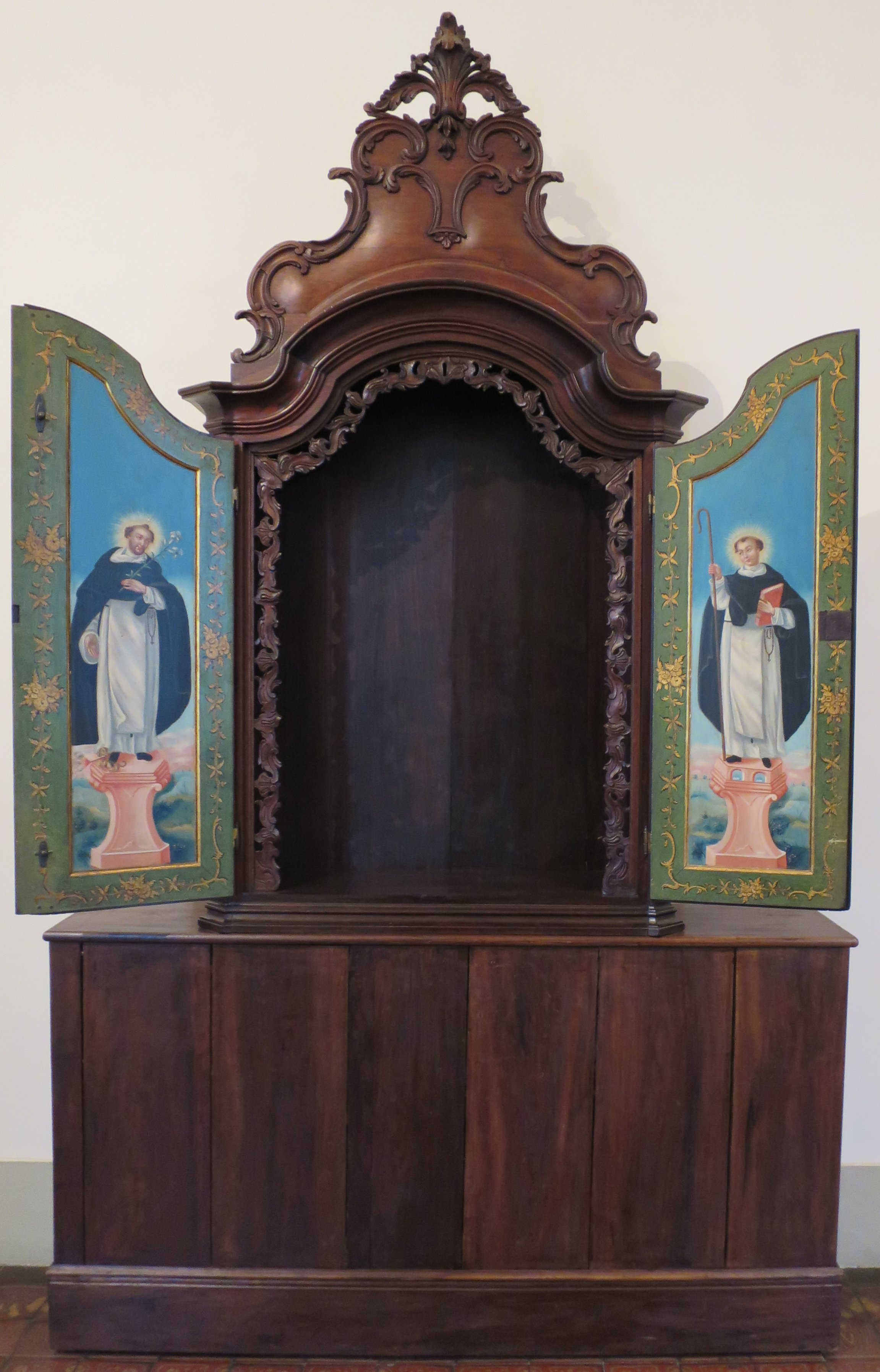
Anonyme : Oratoire, XVIIIe siècle.
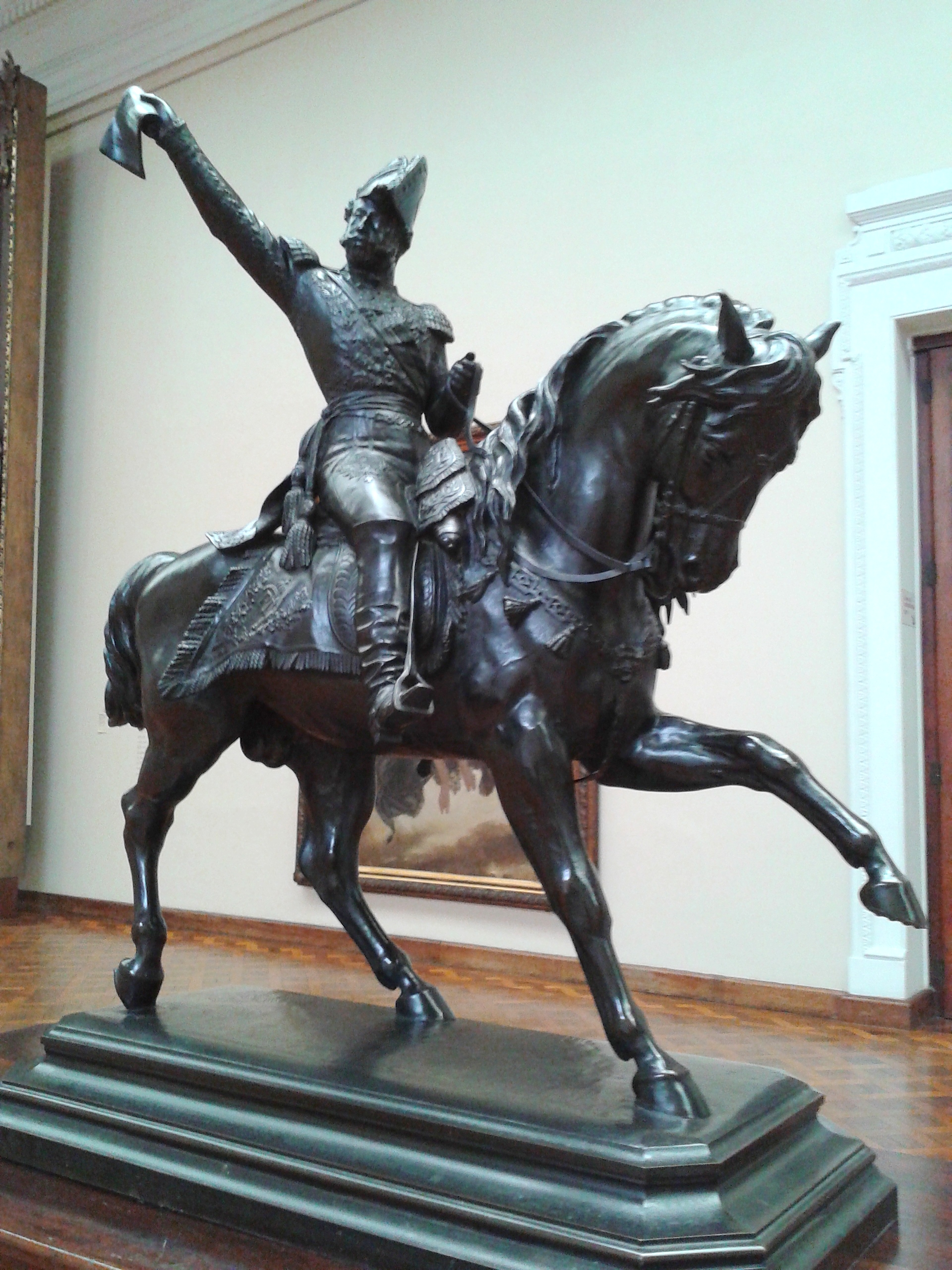
Louis Rochet : Etude pour une statue équestre de dom Pedro I, bronze, 1857.
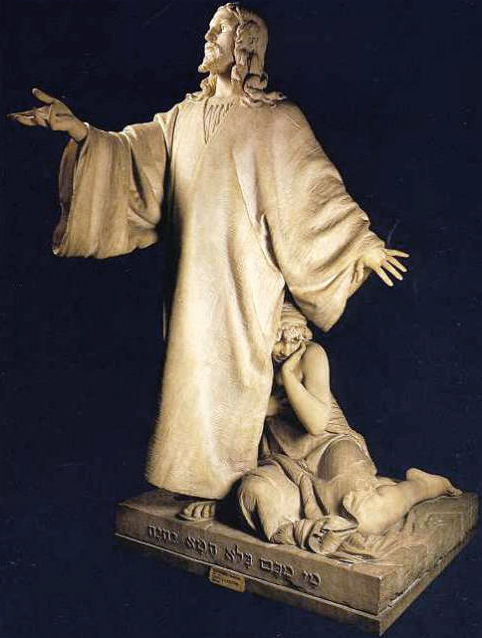
Rodolfo Bernardelli : Le Christ et la femme adultère, marbre, 1881.
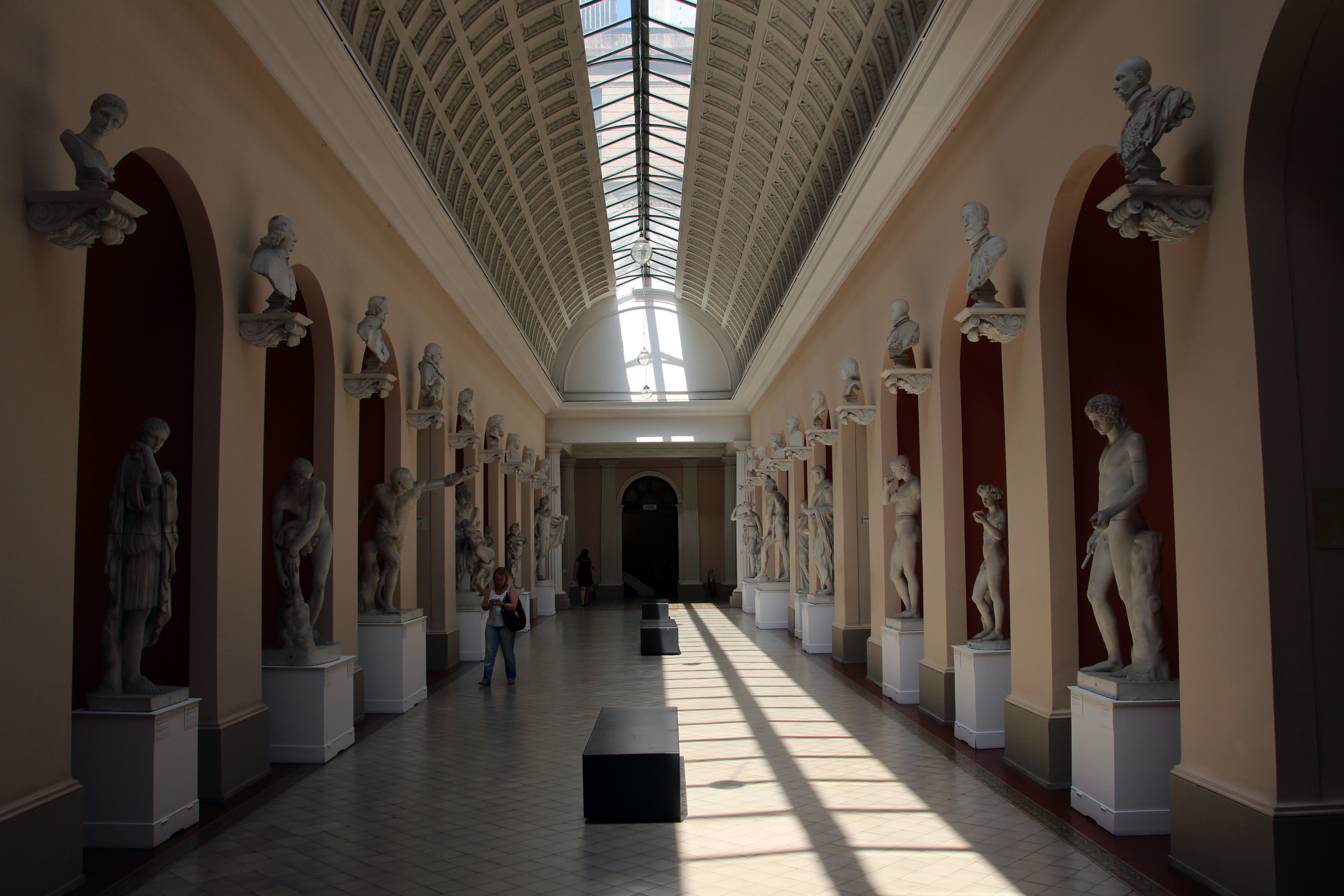
Galerie de sculptures.